# Kathedrale von Faras

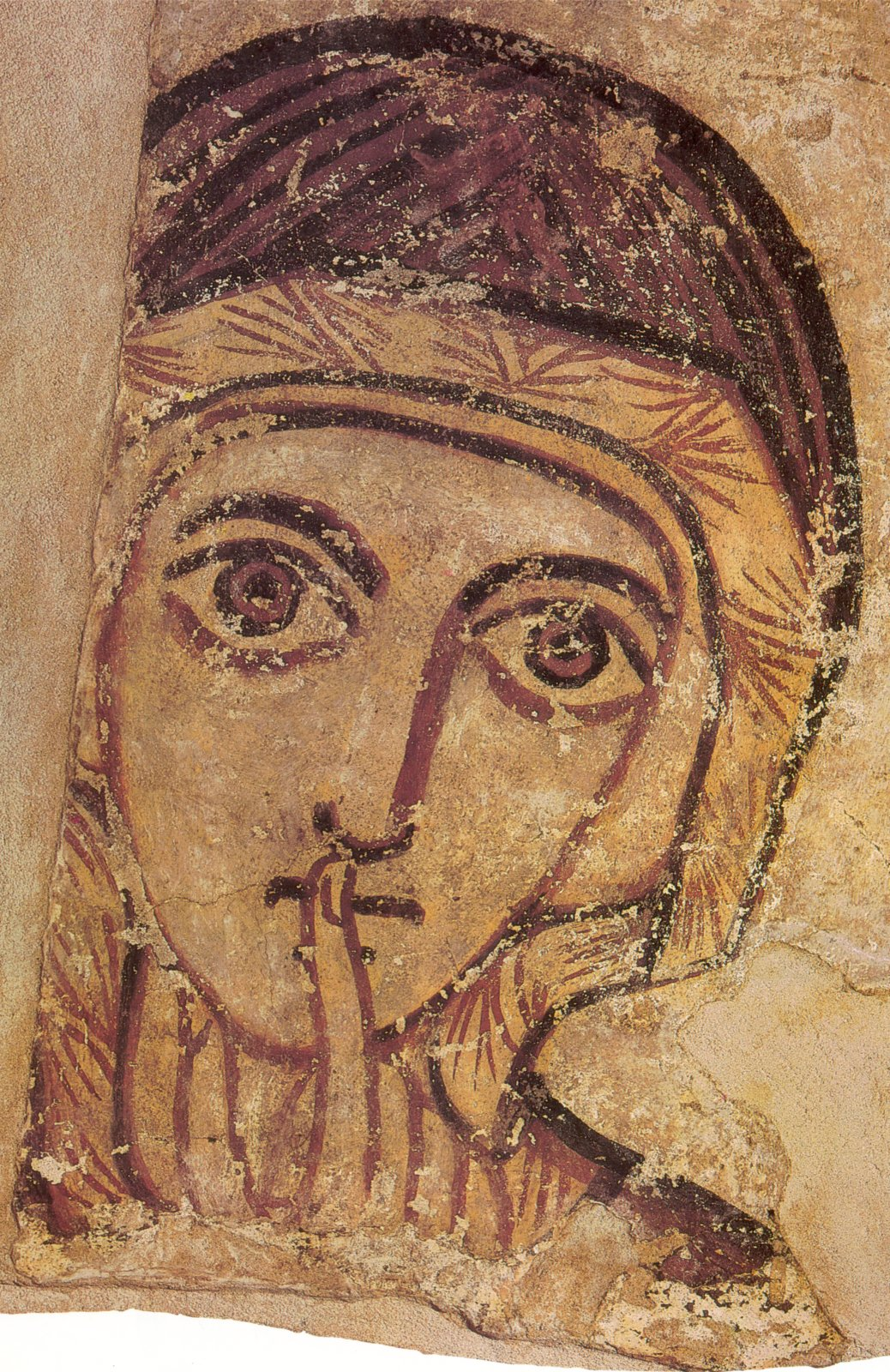
Bild der Heiligen Anna, Mutter der Gottesmutter

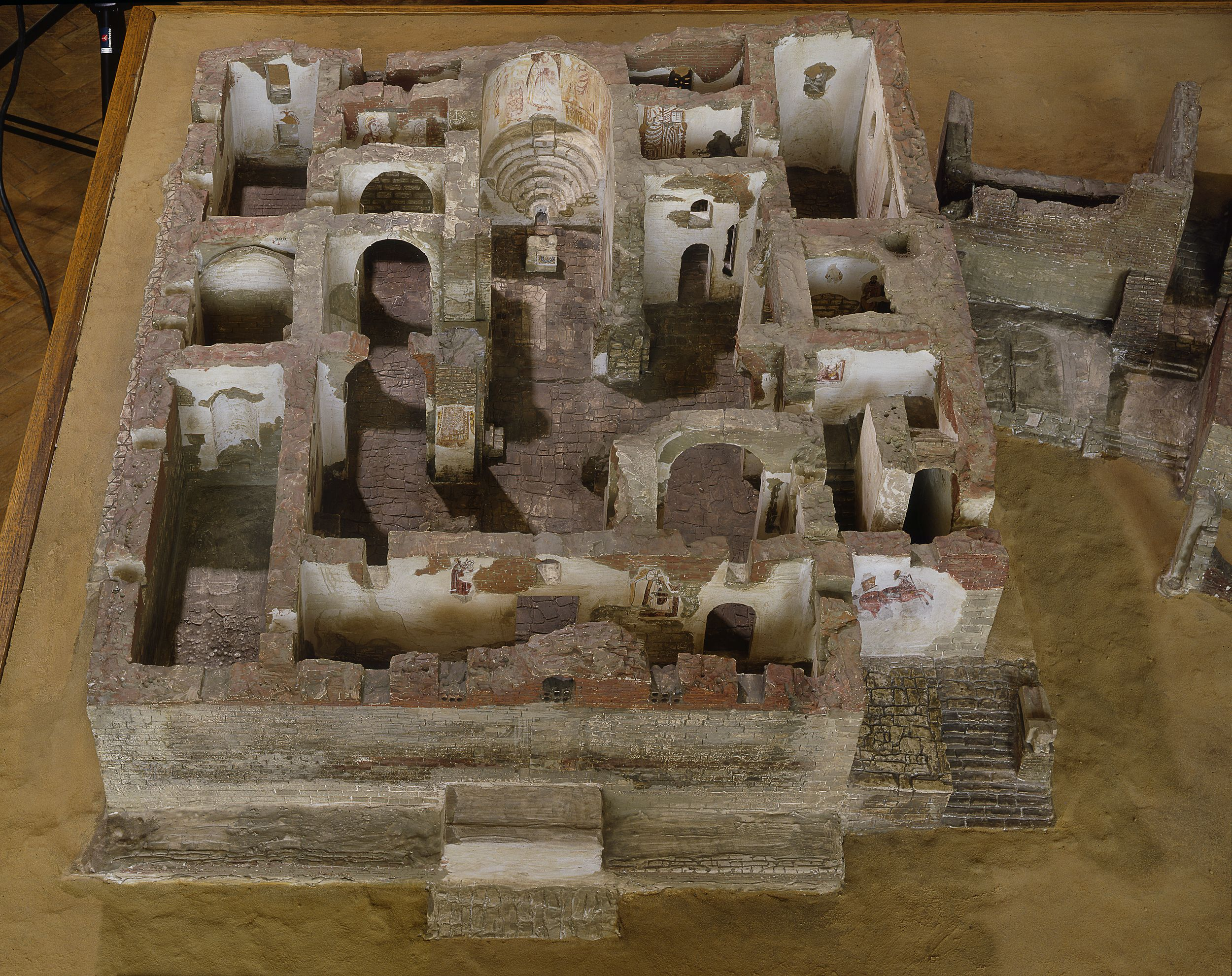
Das Modell der Kathedrale nach dem Umbau durch Bischof Paulos befindet sich im Nationalmuseum Warschau.

Die Kathedrale von Faras ist der bekannteste nubische Kirchenbau. Die Kirche wurde 1961 bis 1964 von einem polnischen Team unter der Leitung von Kazimierz Michałowski in Faras ausgegraben. Sie erregte vor allem durch ihre zahlreichen gut erhaltenen Wandmalereien internationales Interesse. Heute befinden sich diese Malereien im Nationalmuseum Warschau und im Nationalmuseum Sudan in Khartum. Die Kathedrale ist im Wasser des Nassersees verschwunden.
Die Baugeschichte der Kathedrale kann in drei Etappen unterteilt werden, die wiederum mit den Aktivitäten bedeutender Bischöfe in Verbindung stehen. Der älteste Bau wurde in den zwanziger Jahren des 7. Jahrhunderts unter dem Bischof Aetios errichtet. Sie ist wegen zahlreicher Umbauten nur schlecht erhalten. Es handelte sich um ein dreischiffiges Gebäude mit einer Apsis. Es gab Säulen, die den Kirchenraum in Schiffe teilten, und zahlreiche steinerne Dekorationselemente, die farbig bemalt waren und Kapitelle, Türstürze und Friese darstellten. Aus dieser Phase ist nur eine Wandmalerei erhalten. Es handelt sich um die Darstellung eines Kelches mit eucharistischen Boten. Der Bau war 24 ½ m × 14 ½ m groß.
Im 11. Jahr der Herrschaft von König Mercurios wurde diese Kirche im Jahr 707 unter dem Bischof Paulos ausgebaut und auf 24 ½ m × 24 m erweitert. Dies geht aus zwei in Griechisch und Koptisch verfassten Stiftungsurkunden hervor. Der untere Teil der Mauern bestand nun aus Steinen, bei denen es sich meist um Spolien pharaonischer Bauten handelte. Der obere Teil bestand aus gebrannten Lehmziegeln. Die Kirche erhielt Säulen aus Granit. Es wurden nun vor allem Seitenkapellen errichtet. Das Innere der Kirche wurde dadurch kreuzförmig. Es kann vermutet werden, dass die Kirche der Granitsäulen in Alt Dunqula als Vorbild diente. Auch dieser Bau war reich ausgemalt.
Am Ende des 10. Jahrhunderts wurde diese Kirche wiederum umgebaut. Die Granitsäulen wurden durch solche aus Ziegel ersetzt. Das Holzdach wurde durch Kuppeln ersetzt. Es kamen zahlreiche neue Wandmalereien hinzu. Im 14. Jahrhundert wurde der Bischofssitz von Faras und Qasr Ibrim zusammengelegt. Der Bischof residierte nun in Qasr Ibrim. Die Kirche verfiel.